# Carlo Chow
Carlo Chow (født 9. maj 1960 i København) er fhv. sparekassedirektør for Sparekassen sparTrelleborg, samt fhv. bankdirektør for flere danske pengeinstitutter. Fire af disse; Sydbank i Lyngby, Lægernes Pensionsbank, Svenska Handelsbanken i Danmark og Føroya Bank i Danmark, har han været med til at starte op for grunden.
Carlo Chow forlod Sparekassen sparTrelleborg i 2007, som derefter skiftede navn til bankTrelleborg i forbindelse med pengeinstituttets børsnotering. 
I dag rådgiver Carlo Chow vækstvirksomheder om strategi og bestyrelsesarbejde i Danmark og udlandet. Herudover vejleder han virksomheder som har problemer pga. finanskrisen. 
Han er gift med Jeanne og har 2 børn.

## Erhvervskarriere
- 1988: Filialdirektør i Sydbank Lyngby
- 1992: Bankdirektør i Lægernes Pensionsbank
- 1993: Vicedirektør i Svenska Handelsbanken i Danmark
- 1994: Vicedirektør i Spar Nord Bank
- 1997: Adm. direktør i sparTrelleborg
- 2007: Adm. direktør i Føroya Banki i Danmark.